# カートマン、ダイエットで体重激増
『カートマン、ダイエットで体重激増』（Weight Gain 4000）は、コメディ・セントラルのアニメ番組『サウスパーク』第1シーズンの第2話で、アメリカ合衆国で1997年8月27日に放送された。
現実の有名人キャシー・リー・ギフォードのサウスパークへの訪問に住民たちが胸を躍らせて準備をする一方、三年の担任ギャリソン先生は幼少期の恨みからギルフォードの殺害を企てていた。
そんなさ中、元々肥満児のカートマンはボディービルダー用のサプリメント「ウェイトゲイン4000」を愛用した結果極度の肥満になってしまう、というあらすじ。
シリーズの共同制作者であるトレイ・パーカーとマット・ストーンがこのエピソードの脚本・監督を手がけた。
シリーズのパイロットエピソードである「カートマン、お尻から火炎フン射」の試写の評価が芳しくなかったため、
コメディ・セントラルはサウスパークをフルシリーズにするか否かを決定する前に新たなエピソードの脚本を提出するよう要求した。
こうして書かれた「カートマン、ダイエットで体重激増」の脚本が評価され、シリーズの再開の決定を後押しした。
放送当時の批評には、卑猥な表現など不快と見なされる内容への批判もみられた一方で、特にアメリカにおける消費主義を風刺している点でパイロットエピソードよりも大幅に改善されているとするものもあった。
サウスパークの中では、切り絵ではなく全てをコンピューターによって作画したという点や、現実の有名人を風刺したという点において、初のエピソードである。
また、ジンボ・カーン、マクダニエルズ市長、ベーベ・スティーヴンス、クライド・ドノヴァンといった後のレギュラーとなる登場人物が初登場するエピソードともなった。

## あらすじ
カートマンが『僕たちの星地球』（"Save Our Fragile Planet"）という作文コンテストで優勝し、キャシー・リー・ギフォードがサウスパークの町にやってくることになった。彼女の来訪に町中が大騒ぎし、シェフがギフォードとの性交を希望し、市長までも自分の見栄えをよくするチャンスだと張り切る中、ウェンディはカートマンが不正を行ったのではないかと疑いだした。
式典に合わせて西部開拓時代からのサウスパークの歴史を描いた劇がギャリソン先生とギフォードの演出のもとで行われることとなった。ところが、開拓者を演じる子がネイティブ・アメリカン役の子をにせもののライフルでぶちのめすなど露骨な演出が見られたため、劇は中止となった。さらにハット君がギャリソン先生に「ギャリソン先生が子供のころ自分たちに"If My Friends Could See Me Now"への出演 があった。」と、キャシー・リー・ギフォードの暗殺をそそのかしてきた。
授賞式のための身支度をするよう市長に言われた後、カートマンは『90ポンドウェイクリングする』と謳うプロテイン・ウェイトゲイン4000のCMを見て母親にねだって買ってもらって服用したところ、ぶくぶく太りだした。
一方、ギャリソン先生はジンボの銃器販売店に行き、どの銃がいいか一緒に選んでもらった後、最終的に木製のハンドルのついた大型ライフルを購入した。
暗殺のことを聞いたウェンディは職員室に来るが、カートマンの作文がヘンリー・デイヴィッド・ソローの『ウォールデン 森の生活』からの丸うつしで、それを自分の名前に変えただけだということを知った。
彼女はスタンとともにギャリソン先生を止めに入るが、スタンの不用意な発言のせいでギャリソンはギフォードに向かって発砲する。しかし銃弾はケニーに当たり、国旗の掲げられたポールの方まで飛ばされたケニーは頭にポールが刺さって死亡した。その間ギフォードはボディガードに守られ、カートマンはテレビに出損ねた。ウェンディはカートマンの不正を告発するも、その場にいた聴衆や報道陣はギフォードの方にしか関心がなく、次々にその場を去っていった。
精神病院に入れられたギャリソン先生（と、拘束衣を着させられたハット君）の元を訪れたスタンとカイル。カートマンががっかりしているか心配したギャリソン先生だが、スタンは心配ないという。
というのは、カートマンはベッドから降りられないほど太り、Geraldoという番組で報道され、「おいらにもできたんだ。君にもできる、ビーフケーキ、ビーフケーキ!」("Follow your dreams. You can reach your goals, I'm living proof...Beefcake, BEEFCAKE!")というコメントを述べることになったからである。
シェフとギフォードは性交の後、テレビでその様子を見守った。

## テーマ
番組全体の作風を述べたうえで、ニュージーランド・ヘラルドのテリ・フィッツェルは、「子どもたちの不道徳さではなく、彼等を取り巻く大人たちの不道徳さが、見て見ぬふりをする偽善的な態度と対比する形で描かれている点において、サウスパークというアニメは悪意に満ちた社会風刺作品である」と評した。
この番組のユーモアは、かわいらしい姿をしたキャラクターがおぞましいことをやってのけるというギャップからきているが 、パーカーとストーンは初期のインタビューにおいて、「かわいらしい小さな子供が出てくるアニメはたくさんあるけど、それは子供の本当の姿を描いていない。視聴者は自分たちが小学校3年生だったころのことを覚えていないのだろうか。我々が小学校3年生だったころは、ちっちゃな悪がき同然だ。」と、番組の伝えたいことは現実主義的であることを語った。
このような要素は第1シーズン第1話『カートマン、お尻から火炎フン射』および初期短編である『クリスマスの精神』シリーズにも存在したが、『カートマン、ダイエットで体重激増』はTVの視聴者とりわけアニメファンへのアピールになった。
主人公らが通う小学校の食堂のシェフの冒涜的かつめちゃくちゃな言動のほかに、この回では主人公達の担任であるギャリソン先生の倒錯した姿が描かれている。先生は教師としては無能なうえ、自分の性別意識にも問題があり、さらにはいつも連れているハンドパペットのハット君とは奇妙な関係にある。
この回ではモノを購入して消費するということが個人の幸せであるというアメリカの消費主義(Consumerism)についても風刺している。
このことは、サプリメントとしての重大な欠陥があるにもかかわらず、カートマンがボディビル用サプリメント"Weight Gain 4000"の効能をうのみにしている場面によく表れており、ブクブク太りだした後もなお商品の効用があったと信じきっているところで風刺的に描かれている。
そのサプリメントには肝臓や腎臓に重大なダメージを与えるという警告を無視しているところからも彼の盲信ぶりはあらわれており、彼が大量に商品を購入するところは、アメリカ人の購買習慣を示している。
アイデンティティ・ショッピングとは、ちょうどカートマンがWeight Gain 4000を購入してボディビルダーになろうとするように、持ち物や着る物、買う者を通じてアイデンティティを得ようとする行為のことであり、ちょっとCMを見ただけでボディビル用サプリメントを購入する姿は、"アイデンティティ・ショッピング"の概念を風刺している。 
また、この回では、キャシー・リー・ギフォードの登場に町中が熱中する様子を通じて、多くのアメリカ人によく見られる、セレブリティに対する熱狂的な視線に対しても風刺している 。
さらに、聖公会の神学者であるポール・F・M・ザールは、この回におけるカートマンの食べ物への依存が自由意志に対する盲信と結びついているとした。彼は"Stay true to your dreams"という台詞は、多くの人々があらゆることに対して自分で制御できない時に間違った自由意志の概念にとらわれていることを反映しているとし、「サウスパークの制作者二人は自由意志の神話を見抜いている。」と評した。

## 備考
ウェイトゲイン4000 のCMを見たカートマンが 叫んだ"「ビーフケーキ」という言葉は、のちに放送された回にもしばしば登場するようになり、 
Tシャツとスウェットシャツを着たカートマンの叫ぶ姿も大きな人気が出た。
ジョー・グランドという、ハードウェア・ハッカーにしてサンディエゴを拠点に活動する消費者エレトロニクス会社の社長は、WIRED誌に、 en:Playskoolのおしゃべりバーニー人形を改造する方法を掲載する際、この発言の引用である"Beefcake"としゃべらせた 。
"The Complete Guide to Television and Movie Drinking" に記されたサウスパークのドリンキング・ゲームは、視聴者にカートマンが"Beefcake"と叫んだら飲むようにとしている 
2001年4月に公式サイト South Park Studios ができて閉鎖するまで Taison Tanが運営していた初期の巨大サウスパークファンサイトはこの発言をとってwww.beef-cake.comとしていた 。
1999 年にアクレイムから出たコンピュータゲームen:South Park: Chef's Luv Shackは、この回を基にした "Beefcake"というミニゲームが収録されている。ゲームは カートマンを操作して落ちてくるWeight Gain 4000の缶を摂取するという内容になっており、この回に出てきたセールスマンが敵キャラクターとなっている。